# Levi Sherwood

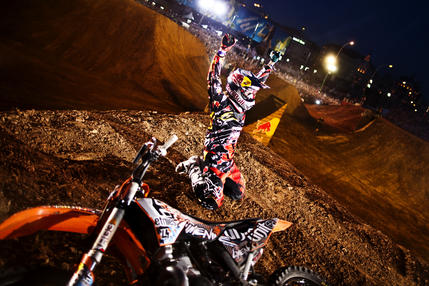
Levi Sherwood celebra su victoria frente a la basílica de San Basilio en la Plaza Roja de Moscú tras ganar la tercera etapa de las Series Mundiales Red Bull X-Fighters el 26 de junio de 2010.

Levi Sherwood (nacido el 22 de octubre de 1991 en Nueva Zelanda) es un piloto de motocross freestyle de Nueva Zelanda, conocido como "rubber kid" (chico de goma).
Dave Sherwood, padre de Levi, era un jinete speedway profesional y Levi ha cabalgado toda su vida sobre dos ruedas. Levi también montó motocross normal durante toda su adolescencia, pero no hizo más que salta y que terminó en las competiciones de FMX.
Ganó su primer Red Bull X-Fighters concurso en la Ciudad de México en 2009, sólo 17 años de edad. Actualmente compite en el mismo tour. Se tomó su segunda victoria en el año 2010 en Moscú, su tercera en Londres. Se convirtió en el campeón de los 2012 Red Bull X-Fighters World Tour. Su última victoria en la gira fue en Madrid en 2017 
 Logró ocho victorias y victorias 16 podios a lo largo de la historia del certamen.
Levi también ha participado en los X Games, y en 2010 ganó la medalla de plata en estilo libre, perdiendo por un solo punto a Travis Pastrana. En 2017 ganó la medalla de oro en las pruebas de freestyle y mejor truco.